# رپلونژ
رپلونژ (به فرانسوی: Replonges) یک کمون در فرانسه است که در canton of Bâgé-le-Châtel واقع شده‌است.

## خصوصیات
رپلونژ ۱۶٫۵۹ کیلومترمربع مساحت و ۳٬۲۸۱ نفر جمعیت دارد و ۱۸۶ متر بالاتر از سطح دریا واقع شده‌است.